# Carl Gustaf Emil Mannerheim
El baró   Carl Gustaf Emil Mannerheim    (Louhisaari Manor, 4 de juny de 1867 (Julià) - Lausana, 27 de gener de 1951) va ser un militar i polític finlandès, sisè president de la República de Finlàndia (1944-1946) i Mariscal de Finlàndia.
Mannerheim va néixer a la mansió Louhisaari, en Askainen, al si d'una família sueco-finesa, amb avantpassats neerlandesos, que havien ascendit a la noblesa en 1768. Els seus pares varen ser el comte Carl Robert Mannerheim i la seva esposa Hedvig Charlotta Hélène von Julin, com a tercer fill d'aquest matrimoni, a una família en la qual els fills menors heretaven el títol de Baró (en finés Vapaaherra, en suec Friherre). Era tanmateix, parent de l'explorador Adolf Erik Nordenskjöld. Mannerhein, batejat Carl Gustaf Emil, era conegut pel seu segon nom, Gustaf (en finés Kustaa), i durant la seua vida, firmà les seves cartes privades com Gustaf o G. La seva llengua materna era el suec, però també parlava rus, francès, alemany, anglès i polonès. Irònicament, Mannerheim no va aprendre a parlar finés fins, aproximadament, els 50 anys.

## Origen

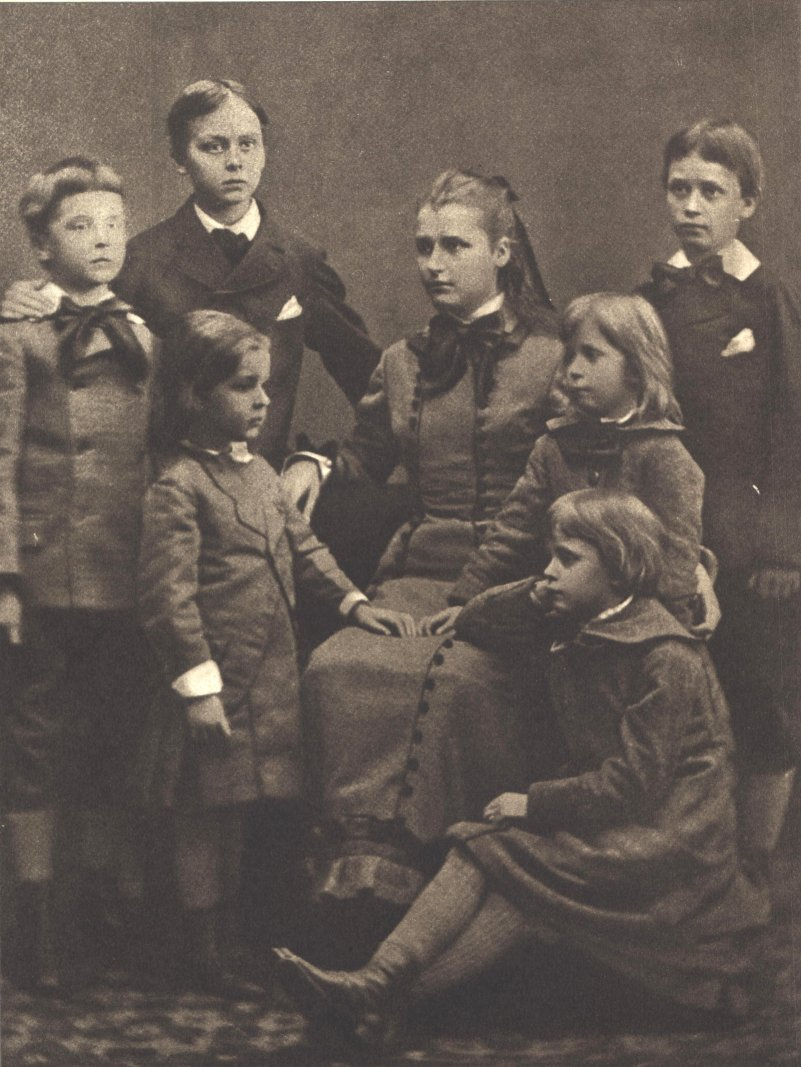
Carl Gustaf (a la dreta) i els seus germans en 1880

La família Mannerheim descendia d'Henrik Marhein, un empresari neerlandès amo de diversos molins que va emigrar a la ciutat de Gävle, a Suècia. El seu fill, Augustin Marhein, va ser distingit com a noble el 1693, i el seu cognom es va convertir finalment en Mannerheim. El seu fill Johan Augustin Mannerheim, un coronel d'artilleria i supervisor de molins, va ser proclamat baró junt amb el seu germà el 1768. La família Mannerheim finalment va arribar a Finlàndia a finals del segle xviii.
El besavi de Mannerheim, el comte Carl Erik Mannerheim, realitzava algunes funcions al servei civil de Finlàndia durant els primers anys del Gran Ducat, sent membre del Senat. El pare de Mannerheim, el comte Carl Robert (1835-1914), era poeta, escriptor i empresari. No obstant això, els seus negocis no van ser reeixits, pel que finalment va acabar en la ruïna, mudant-se a París per a viure com un bohemi. La mare de Mannerheim, Hedvig Charlotta (Hélène) von Julin (1842-1881), era membre de la família von Julin. La mansió Louhisaari va ser venuda en 1880 per a cobrir els deutes del comte Carl Robert, i a l'any següent la seva esposa va morir d'un atac al cor que va ser precedit per una depressió, deixant als seus fills sota la cura del seu germà, l'oncle Albert von Julin.
A causa de la preocupant situació econòmica de la família, Mannerheim va ser enviat a l'escola de Cadets de Finlàndia en Hamina en 1882, a l'edat de 15 anys, si bé en 1886 va ser expulsat per problemes de disciplina. Posteriorment va estudiar al Liceu Privat de Hèlsinki, aprovant els seus exàmens universitaris al juny de 1887. Immediatament va viatjar a Sant Petersburg, on va ser acceptat en l'Escola de Cavalleria del Tsar, ja que el Gran Ducat pertanyia dinàsticament a Rússia. Es va graduar en 1889, sent ascendit al rang d'alferes, i va servir en el 15è Regiment de Dragons d'Alexandria, en Polònia, mentre esperava poder ocupar un lloc en la Guàrdia de Cavallers.

## Oficial en l'Exèrcit Imperial Rus

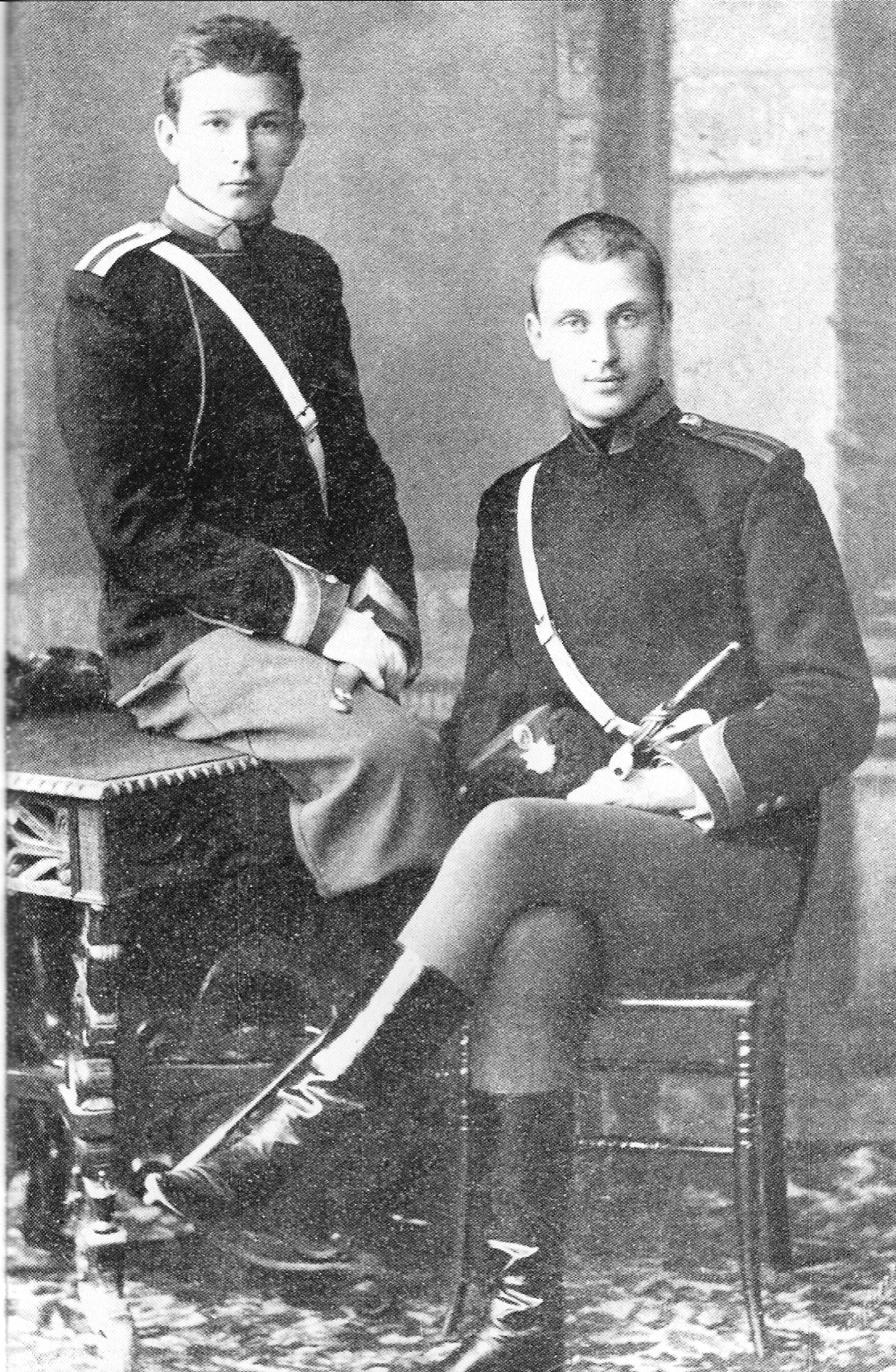
Mannerheim (dreta) amb un company estudiant a l'Escola de cavalleria Nicolas, St Petersburg, a finals del segle XIX

Finalment, el gener de 1891 Mannerheim va ser transferit a la Guàrdia de Cavallers de sa Majestat Maria Fyodorovna, a Sant Petersburg. La seva família va arreglar el seu matrimoni amb Anastasia Arapova, filla d'un general rus, per motius econòmics. El matrimoni va acabar en una separació el 1902, fins al divorci el 1919.
Mannerheim va servir en la Guàrdia de Cavallers fins a 1904, sent assignat a l'Administració d'Estables de les Corts Imperials, des de 1897 fins a 1903. Mannerheim va esdevenir un expert en cavalls, comprant sementals i cavalls especials per a l'exèrcit. El 1903 va ser posat al comandament d'un esquadró i va esdevenir un monitor d'entrenament eqüestre en els regiments de cavalleria. A l'octubre de 1904, Mannerheim va ser transferit al 52é Regiment de Dragons de Nezhin, Manxúria, amb el rang de tinent coronel. Va lluitar en la guerra russojaponesa, sent ascendit a coronel per la seva valentia en la batalla de Mukden.
En tornar de la guerra, Mannerheim va passar els anys de 1905 i 1906 en Finlàndia i Suècia. Com a representant de la branca baronil de la seva família, va estar present com membre de la noblesa en l'última sessió de la Dieta de Finlàndia. De juliol a octubre de 1906 va dirigir una expedició a la Xina, viatjant des de Taixkent a Kaixgar amb el sinóleg francès Paul Pelliot. A la tardor de 1908 va tornar a dirigir una nova expedició a la Xina, amb finalitats antropològiques i estratègiques, ja que aquestes àrees septentrionals de la Xina eren potencialment problemàtiques entre Rússia, Xina i fins i tot el Regne Unit, en el qual se sol conèixer com el Gran Joc o Torneig de les ombres.
Després d'aquest viatge, va ser designat comandant del 13º Regiment d'Ulans de Vladimir. A l'any següent va ser ascendit a major general, i designat com comandant del Regiment d'Escortes Ulans de sa Majestat en Varsòvia. El 1912 va entrar a formar part del comandament militar imperial, sent designat com comandant de brigada de cavalleria el 1913.
En la Primera Guerra Mundial, Mannerheim va servir com comandant de cavalleria en els fronts romanès i austrohongarés. Després de distingir-se en combat contra les forces austríaques, va ser condecorat amb l'Orde de Sant Jordi de 4a classe, un dels més alts honors de l'Imperi Rus. El 1915 va ser assignat al comandament de la 12a Divisió de Cavalleria, i després de la Revolució de Febrer de 1917, va assumir el comandament del 6è Cos de Cavalleria en l'estiu d'aquest mateix any, sent ascendit al rang de tinent general (el seu ascens es trobava paralitzat des de febrer de 1915). No obstant això, Mannerheim no va gaudir de la confiança del nou govern, que l'observava com un dels oficials que no havien donat suport la revolució. Al setembre va ser rellevat del comandament, al resultar ferit després de caure del seu cavall, passant a la reserva i recuperant-se de la seva caiguda en Odesa, on va decidir tornar a la vida civil i tornar a Finlàndia.

## Des de la guerra civil a la Prefectura de l'Estat

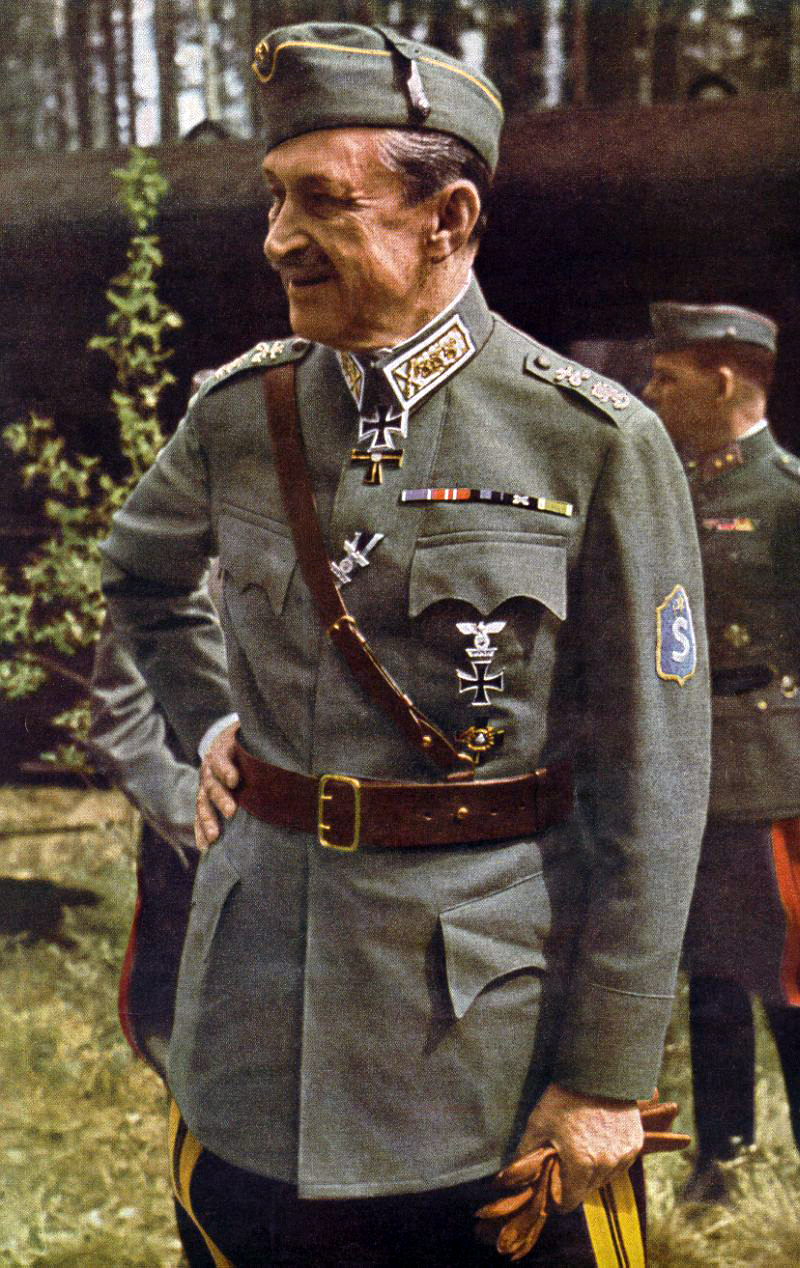
Mannerheim

El gener de 1918, el Senat de la recent proclamada Finlàndia independent, sota el seu líder Pehr Evind Svinhufvud, va designar a Mannerheim com a comandant en cap del pràcticament inexistent exèrcit finlandès, format per poc més d'un modest nombre de Guàrdies Blancs, sent la missió d'aquest cos la de defensar al Govern durant la guerra civil. Mannerheim va acceptar el càrrec, malgrat el seu recel sobre la influència alemanya sobre el govern finès. Va establir la seva caserna general en Seinäjoki, i va començar a desarmar les guarnicions russes que encara romanien a territori finlandès, el nombre del qual ascendia a uns 42.500 efectius. Durant la subsegüent guerra civil (denominada Guerra de la Llibertat per l'exèrcit blanc) va ser ascendit al març de 1918 al rang de general de cavalleria (Ratsuväenkenraali).
Disgustat per la creixent influència germana, Mannerheim va abandonar temporalment el país al juny de 1918. D'aquesta forma, es trobava fora del país durant l'última i desastrosa fase del conflicte civil, una etapa de gran mortaldat a conseqüència de les epidèmies i la inanició en els camps de presoners i els perllongats processos. Mannerheim va tractar d'evitar el "terror blanc", oposant-se a empresonaments massius dels "rojos" per part dels blancs vencedors.
A la tardor de 1918, Mannerheim va mantenir converses diplomàtiques a Londres i París, sent requerit al setembre de tornada al seu país des de París per a ser nomenat Protector de l'Estat o Regent (Valtionhoitaja o Riksföreståndare), existint fins i tot una facció monàrquica que pretenia coronar-lo com rei. Després que Frederick Charles de Hesse-Kassel fos designat com pretendent, despertant així les suspicàcies dels aliats, la seva posterior renúncia al tron va permetre a Mannerheim assegurar el reconeixement de la independència finlandesa per part del Regne Unit i els Estats Units, sol·licitant i rebent ajuda alimentosa estrangera per a combatre la fam existent després del conflicte civil. A pesar que era un fervent anti-bolxevic, finalment va rebutjar una aliança amb l'Exèrcit Blanc rus a causa de la probabilitat que no reconeguessin la independència finlandesa. El 1919 va perdre les eleccions presidencials en el Parlament en benefici de Kaarlo Juho Ståhlberg, després d'això es va retirar de la vida pública.

## Període d'entreguerres
En els anys entre els dos conflictes mundials, els objectius de Mannerheim van ser principalment humanitaris. Recolzà la Creu de Sant Jordi Finlandesa, creant així mateix la Fundació Infantil Mannerheim. El 1929 va rebutjar l'oferta que rebé dels radicals de la dreta política per a erigir-se en dictador de facto, si bé va mantenir alguna simpatia cap al dretà Moviment Lapua, de tendència semifeixista. Després de l'elecció de Pehr Evind Svinhufvud com a President de Finlàndia el 1931, Mannerheim va ser triat com cap del Consell de Defensa de Finlàndia, al mateix temps que rebia la promesa escrita de ser proclamat Comandant en cap en cas hipotètic de guerra, promesa que va ser renovada el 1937 pel successor de Svinhufvud en la Presidència, Kyösti Kallio.

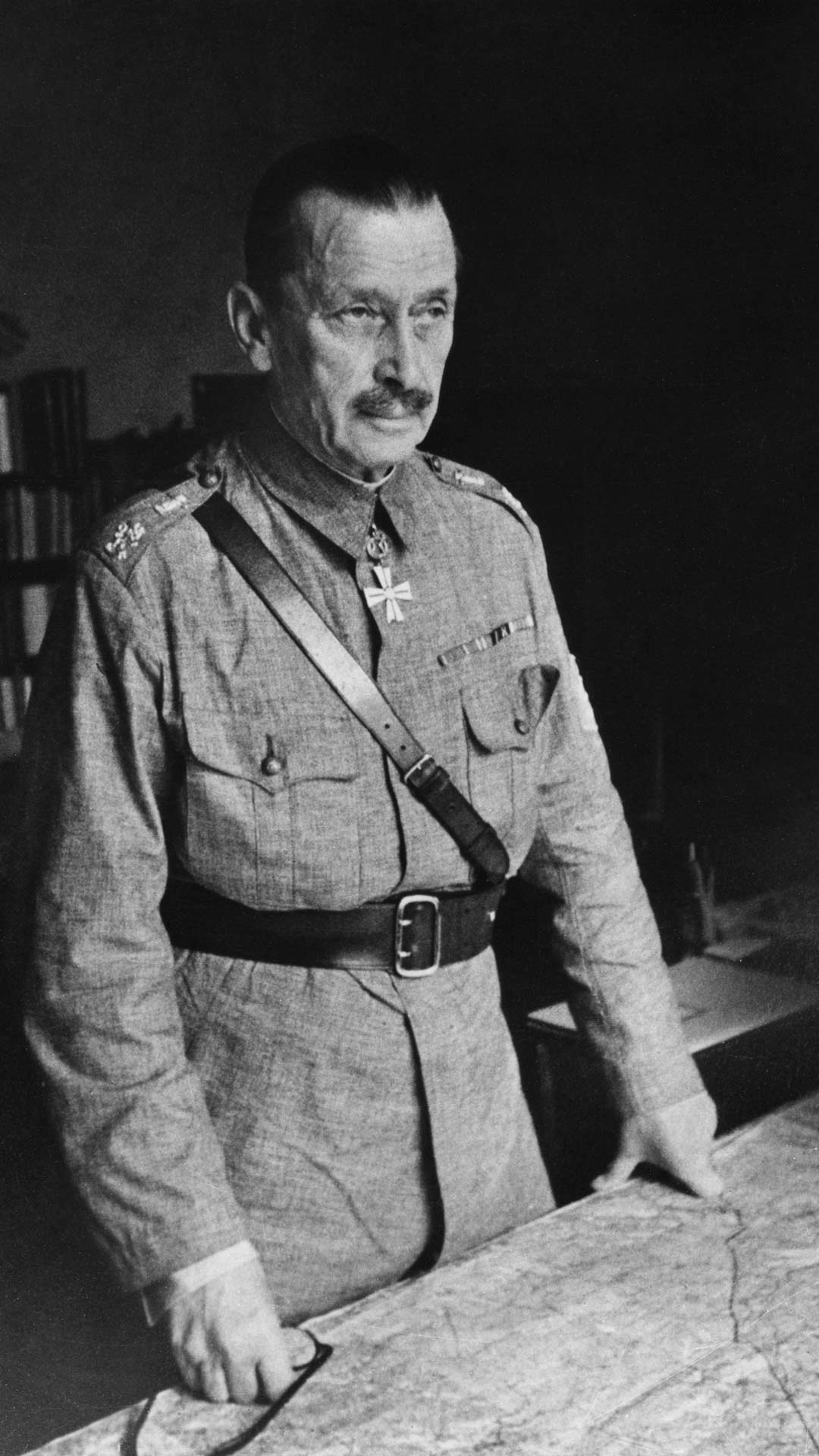
Carl Gustaf Emil Mannerheim, el 1941

El 1933 va obtenir el títol honorífic de Mariscal de Camp (Sotamarsalkka, Fältmarskalk). Mannerheim va impulsar la indústria militar finlandesa, a més d'intentar sense èxit una aliança militar defensiva amb Suècia. No obstant això, el rearmament de l'exèrcit finlandès no es va produir tan ràpida o tan efectivament com era de desitjar, sent, per tant, poc optimista respecte a un hipotètic conflicte armat. En aquest sentit, va mantenir algunes disputes amb diversos gabinets, la qual cosa li va dur fins i tot a signar diverses cartes de renúncia.

## Comandant en cap

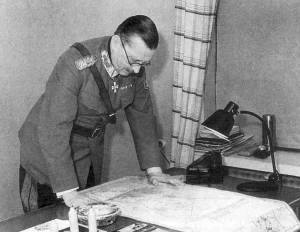
Mannerheim llegint un mapa durant la Guerra d'Hivern

Quan les negociacions amb la Unió Soviètica per la cessió de territoris en l'istme de Carèlia van fracassar el 1939, Mannerheim va retirar la seva renúncia el 17 d'octubre, acceptant així de nou el lloc de Comandant en cap de l'Exèrcit finlandès en cas de guerra, mandat que va entrar oficialment en vigor quan els soviètics van atacar a Finlàndia el 30 de novembre. Assistit en les decisions estratègiques pel tinent general Aksel Airo, Mannerheim va establir el seu quarter general en Mikkeli, on va romandre gran part del temps en què es van desenvolupar la Guerra d'Hivern i la Guerra de Continuació, si bé va fer nombroses visites al front. Va mantenir el càrrec de Comandant en cap entre ambdues guerres, d'acord amb la carta formal que havia rebut dels presidents Kyösti Kallio i Risto Ryti després de la Pau de Moscou (12 de març de 1941).
Abans de la Guerra de Continuació, l'Alemanya Nazi va oferir a Mannerheim el comandament de 80.000 tropes alemanyes, oferiment rebutjat pel Mariscal finès, qui veia aquest oferiment com una hipoteca, que lligaria el destí de Finlàndia a la sort que Alemanya correra a la guerra.
De fet, durant la Guerra de Continuació, on Finlàndia, junt a les forces de l'eix (com la divisió blava) van atacar la Unió Soviètica, Mannerheim va mantenir les relacions amb el govern de l'Alemanya nazi de la manera més distant possible, rebutjant la seva proposta de signar una aliança i fins i tot rebutjant la proposta nazi que les tropes finlandeses participessin en el setge de Leningrad, ja que l'objectiu de Finlàndia en eixa guerra era sols el de recuperar els territoris de Carèlia que la Unió Soviètica s'havia annexionat com a resultat de la Guerra d'Hivern.

### Visita d'Adolf Hitler
El 4 de juny de 1942, el dia que Mannerheim complia els 75 anys, el govern finlandès li va atorgar el rang honorífic i exclusiu de Mariscal de Finlàndia (Suomen Marsalkka, Marskalken av Finland), sent la primera i l'única persona a posseir tal rang. Aquest mateix dia va rebre la inesperada i no tan agradable visita d'Adolf Hitler per a felicitar-li pel doble esdeveniment, la qual cosa li va causar cert sotsobre. Hitler havia programat la visita a Mannerheim per al dia del seu aniversari, si bé aquest no desitjava una trobada amb el líder nazi, ni al seu quarter a Mikkeli, ni a Hèlsinki, ja que podria interpretar-se més com una deferència personal que com una simple visita d'un cap d'estat. Altre factor era el desgrat que li causaven els alemanys, havent-se mostrat sempre contrari a la seva influència en els assumptes polítics i militars de Finlàndia. Finalment, va accedir a la trobada, que va tenir lloc en una via morta del ferrocarril proper a l'aeroport d'Immola, al sud-est de Finlàndia, i va ser mantingut en secret.

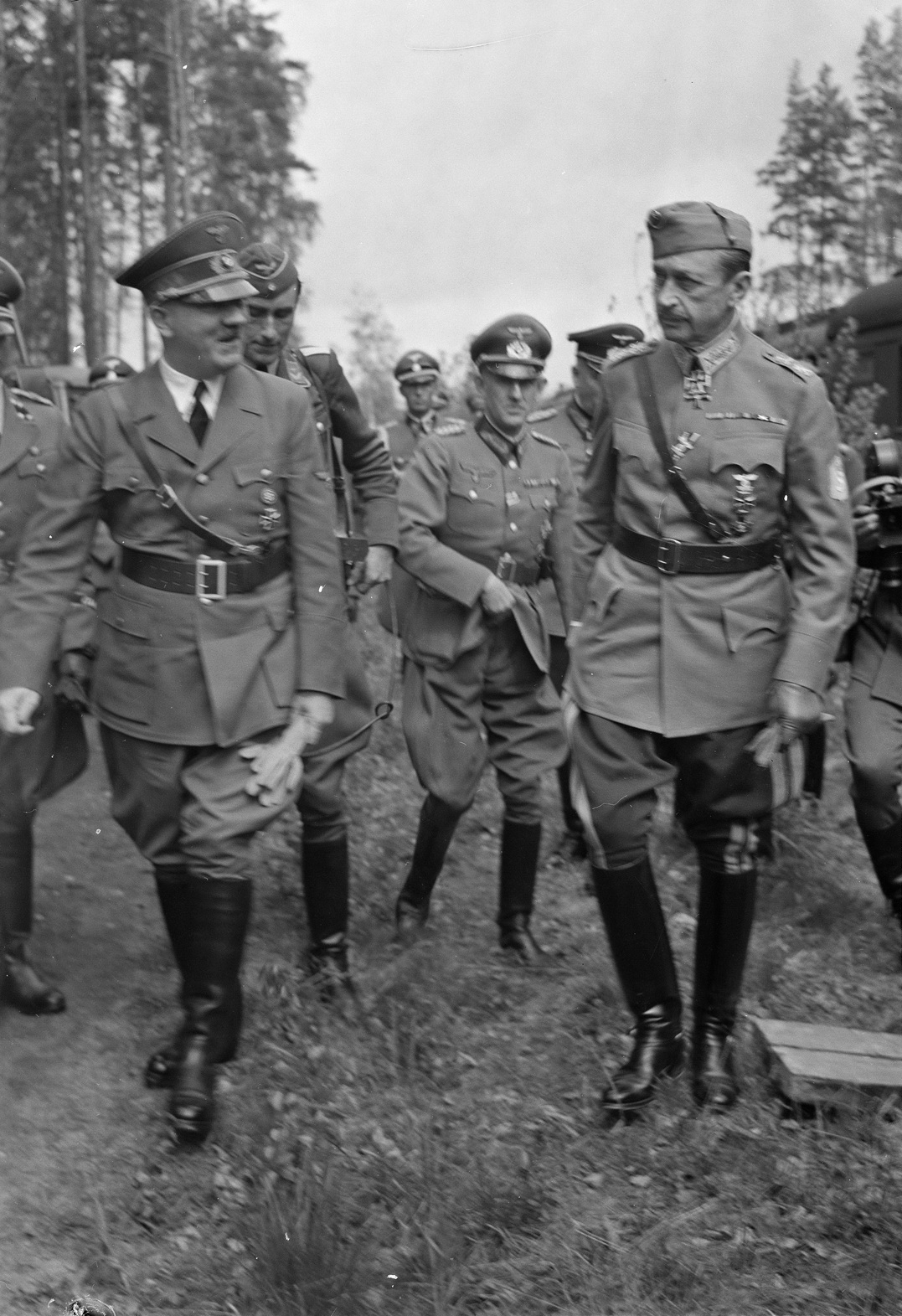
Hitler i Mannerheim, a Immola

Des de l'aeroport, i acompanyat pel president Ryti, Hitler va ser conduït fins a Mannerheim, qui li esperava en la via morta del tren. Quan Hitler va veure a Mannerheim, va córrer a la seva trobada, cosa que el mariscal finlandès va comentar amb certa sorna cap als oficials que li acompanyaven: "un oficial mai corre, és una cosa que només els caporals fan" (en referència a la graduació que Hitler havia obtingut a la Primera Guerra Mundial). Hitler, que era molt més baix que Mannerheim (el qual feia 1,94 d'alçada]), vestia per a l'ocasió unes botes de taló més alt, i havia ordenat als seus fotògrafs que només li retratessin des d'un angle que no mostrés la gran diferència d'alçària amb Mannerheim. Després d'un discurs de felicitació de Hitler, i després d'un incòmode àpat, Hitler va tornar a Alemanya, romanent tan sols cinc hores en sòl finlandès. La intenció d'aquest viatge hauria estat la de sol·licitar als finlandesos que continuessin les seves operacions militars contra els soviètics, però la difícil trobada amb Mannerheim, que fins i tot va fumar durant la trobada, quan Hitler odiava el tabac, va frenar el Canciller alemany a l'hora de plantejar qualsevol demanda concreta en aquest sentit.
Durant la visita, un enginyer de la companyia finlandesa de radiodifusió YLE, Thor Damen, va aconseguir fer una gravació de la conversa privada entre Hitler i Mannerheim. Aquesta gravació, feta en secret, ja que Hitler mai no va permetre a altres que el gravaren fora dels discursos oficials, és l'única gravació coneguda de Hitler parlant en un to distès.

### Avaluació de Mannerheim com a líder
Els èxits de Mannerheim com a comandant en cap de les forces finlandeses no són fàcils de determinar. En aquell temps, i fins i tot fins als nostres dies, el gran prestigi de Mannerheim va crear també detractors que van catalogar les seves accions de guerra com l'equivalent a una traïció, especialment aquelles crítiques procedents de les fonts soviètiques o dels comunistes finlandesos. És, per tant, necessari analitzar la figura de Mannerheim des de dues perspectives: la militar i la política.
Com comandant militar, Mannerheim va ser generalment afortunat. Sota el seu lideratge les Forces de Defensa de Finlàndia van lliurar una reeixida guerra que al final va salvar al seu país de l'ocupació soviètica. Mannerheim va tenir molta cura de no malgastar la vida dels seus soldats, així com tampoc va córrer riscos innecessaris. Potser el seu major defecte va ser el seu rebuig a delegar tasques: encara que posseïa un gran nombre de subordinats molt capaços (el principal d'ells, el tinent general Aksel Airo), Mannerheim insistia que tots els caps de servei de les casernes generals finlandeses havien d'informar-li directament, deixant així poc que fer a Erik Heinrichs, general d'infanteria i cap de l'Estat Major. De fet, Mannerheim va arribar a dir que no desitjava ser "presoner d'un sol home". Mannerheim es va aclaparar amb el treball, i en conseqüència la coordinació entre els diversos departaments en les casernes generals es va veure afectada negativament, un fet que potser va influir en què l'ofensiva soviètica en l'istme de Carèlia al juny de 1944 agafés desprevinguts als finlandesos. No existia altra autoritat excepte Mannerheim que recaptés tota la informació i la bolqués en ordres operacionals.
D'altra banda, pot dir-se que Mannerheim va sobrepassar la seva tasca política. Àdhuc sent un soldat, que per tant no havia de prendre partit en la política, Mannerheim no podia ajudar el seu país sense ser una important figura política. Una qüestió crucial durant la guerra havia de ser el moment de buscar la pau amb la Unió Soviètica. Massa aviat podria significar represàlies per part de l'Alemanya nazi, i massa tard, l'ocupació soviètica de Finlàndia. A partir de 1942 va quedar cada vegada més clar que Alemanya podria no derrotar a la Unió Soviètica. Mannerheim va ser doncs caut en aquest aspecte, per a anar prenent gradualment el lideratge del país i conduir-lo a la pau. Mannerheim va prendre aquest rol de forma molt hàbil, ja que tenia una clara visió sobre com Finlàndia havia de conduir la seva guerra en la delicada situació del moment, quan el final de la contesa romania encara incert. Sabia com negociar amb els alemanys per a obtenir tota l'ajuda militar possible sense involucrar a Finlàndia en un tractat a cegues. Per exemple, durant els preparatius de la Guerra de Continuació de 1941, a Mannerheim se li va oferir el comandament de les tropes alemanyes desplegades en sòl finlandès. Acceptar aquesta oferta hagués significat facilitar el desenvolupament de la guerra, però Mannerheim va advertir que Hitler no deixaria llibertat als finlandesos en la direcció dels combats, dintre de l'ofensiva germana general en aquesta zona. Ja que Mannerheim desitjava evitar per tots els mitjans executar ordres directes des de Berlín o que afectessin a Alemanya, finalment va rebutjar l'oferiment.

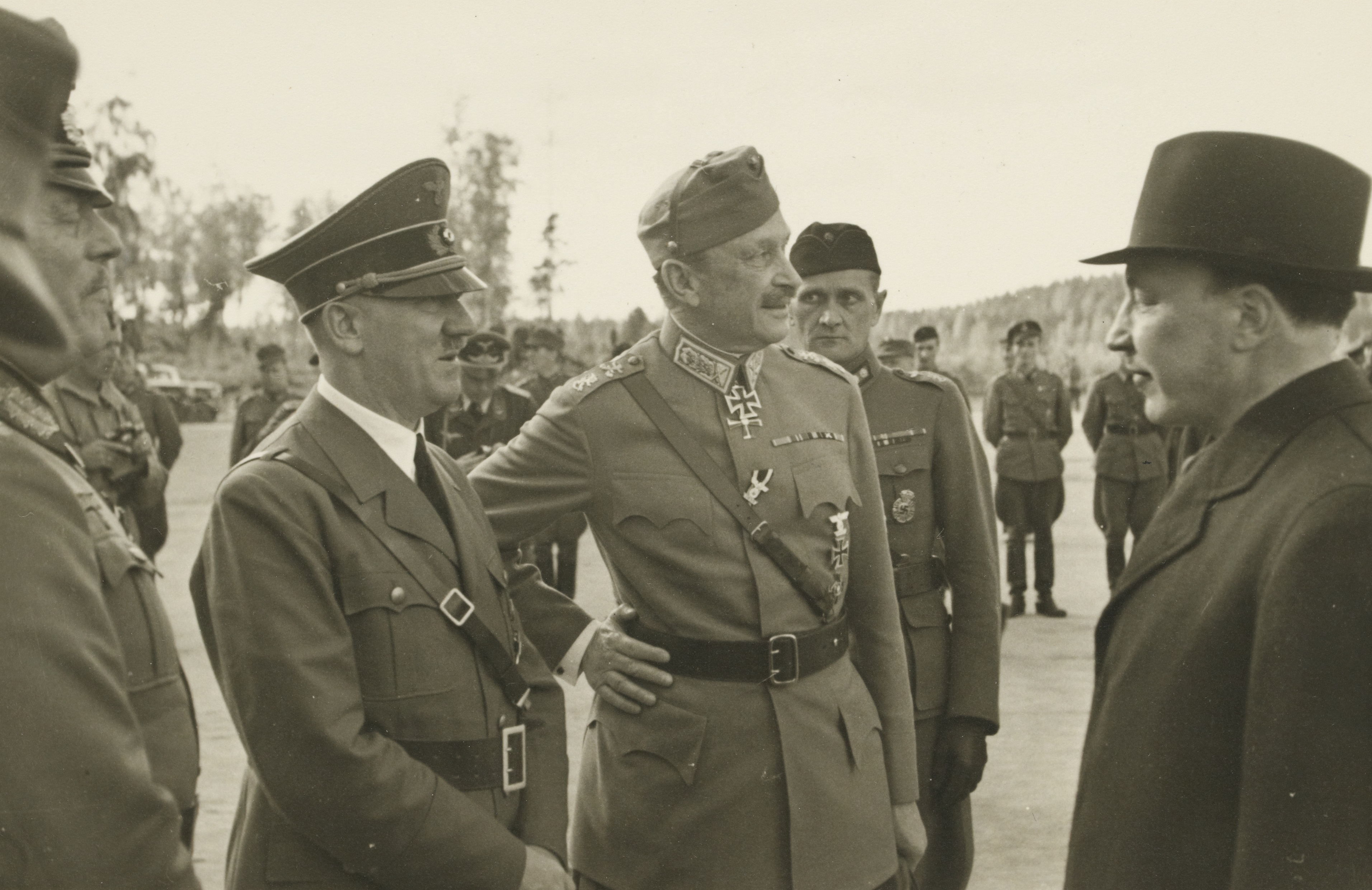
Entrevista de Hitler amb Ryti i Mannerheim

No obstant això al juny de 1944, a causa de l'amenaça que suposava una imminent ofensiva soviètica sobre el front finlandès, Mannerheim va creure necessari que Finlàndia accedís a signar el pacte d'aliança que demandava el Ministre d'Afers exteriors alemany, Joachim von Ribbentrop, per a poder així assegurar l'ajuda militar alemanya. Però fins i tot llavors Mannerheim va tractar de distanciar la seva figura de l'acord, aconseguint que fos el President Risto Ryti el signant del pacte, conegut com l'acord Ryti-Ribbentrop. L'estratègia de Mannerheim va tenir la seva conclusió esperada quan l'acord va ser revocat després de la dimissió de Ryti a l'agost d'aquest mateix any, després d'això Mannerheim va succeir a Ryti com a President de Finlàndia.

## Final de la guerra i breu presidència

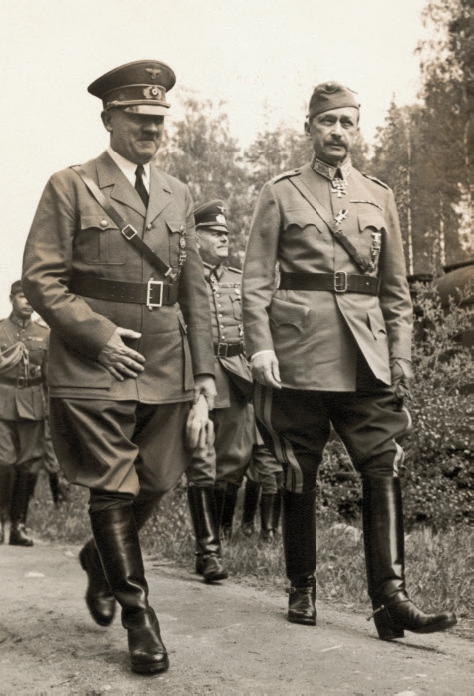
Hitler amb Mannerheim. Note's que la foto s'ha pres en un angle des d'on no s'aprecia l'evident diferència d'estatura entre les dues persones.

Quan Alemanya va quedar prou afeblida i l'ofensiva d'estiu de l'URSS va ser frenada i convertida en una guerra de desgast arran de la batalla de Tali-Ihantala, els líders finlandesos van albirar una oportunitat d'arribar a la pau amb l'URSS, especialment després de la dimissió de Ryti, fet que deixava sense gaire valor l'acord arribat entre Ryti i Ribbentrop al juny de 1944. Mannerheim va ser llavors triat president de la república pel Parlament el 4 d'agost ja que era l'única figura amb prou prestigi tant internacional com nacional per a ocupar el càrrec en aquest moment. A causa de les singulars condicions per què passava el país, no es van celebrar eleccions generals.
La perillosa situació que es trobava Finlàndia en aquest moment va quedar reflectida en el discurs inaugural que Mannerheim feu al Parlament de Finlàndia:
| « | Senyor portaveu, desitjo expressar el meu profund agraïment per les seves amables paraules a mi dirigides. Honorables membres del Parlament, a l'acceptar per segona vegada, en aquest moment crític del destí nacional, les tasques de Cap d'Estat, em dono per completament informat de les responsabilitats que em corresponen. Grans són les dificultats que hauríem de superar per a salvaguardar el nostre futur. Abans de res tinc al cap l'Exèrcit de Finlàndia, ara en el seu cinquè any de combat. Confiant en el Totpoderós, espero i crec, recolzat pel parlament i pel govern, que amb el suport unànime del poble rere nosaltres, tindrem èxit per a preservar la nostra independència i l'existència de la nostra nació. | » |

Un mes després d'ocupar el càrrec, va concloure la Guerra de Continuació. Els soviètics van imposar a Finlàndia condicions dures per la pau, si bé van ser menors que les imposades a altres països limítrofs de la Unió Soviètica, que arribarien fins i tot a perdre la seva independència (com els Països Bàltics.) Així doncs Finlàndia va conservar la seva sobirania, la seva democràcia parlamentària i la seva economia de mercat, sent les seves pèrdues territorials bastant limitades, encara que les reparacions de guerra van ser elevades. Tot i això, la pau amb els soviètics no va suposar la fi dels combats a Finlàndia, ja que encara hi havia tropes alemanyes al nord del país que es batien en retirada cap a Noruega. Els finesos van aconseguir expulsar-los, imposant-se a la Guerra de Lapònia.
Mannerheim va dimitir de les seves funcions presidencials el 4 de març de 1946, al·legant motius de salut. Els seus esforços per la pau van ser reconeguts fins i tot pels comunistes finlandesos, els seus enemics el 1918. Va ser substituït en el càrrec pel seu primer ministre, Juho Kusti Paasikivi, conservador encara que de tendència russòfila.
Mannerheim es va establir a la mansió de Kirkniemi, en Lohja, amb la intenció de passar allí els seus últims anys, si bé després d'una operació d'úlcera el 1947 se li va recomanar viatjar al sanatori de Valmont a Montreux (Vaud), per a recuperar-se allí i redactar les seves memòries. Va morir finalment a Lausana el 28 de gener (data de Finlàndia; 27 de gener, data local) de 1951, als 83 anys. Va ser enterrat al cementiri de Hietaniemi de Hèlsinki en un funeral d'estat amb honors militars, sent reverenciat avui dia com un dels més grans caps d'estat de Finlàndia.
El dia del seu aniversari, el 4 de juny, és celebrat a Finlàndia com el dia de la bandera per les Forces de Defensa de Finlàndia, acte que se celebra des de 1942 quan fou nomenat Mariscal de Finlàndia en el seu 75 aniversari. El dia de la bandera és celebrat amb una desfilada nacional i amb distincions i promocions per als membres de les Forces de Defensa.

## Condecoracions
- Orde de Santa Ana, 2t grau (Imperi Rus)
- Orde de San Estanislao, 2a classe (Imperi Rus, Polònia)
- Orde de San Vladimir, 4t grau (Imperi Rus)
- Cavaller de 4a classe de l'Orde de Sant Jordi (Imperi Rus)
- Cavaller de l'Orde de Serafí (Suècia)
- Cavaller de l'Orde de l'Elefant (Dinamarca)
- Creu de Ferro (Alemanya)
- Oficial de la Legió d'Honor (França)
- Gran Creu de Cavaller de l'Orde de l'Imperi Britànic (Regne Unit)
- Gran Creu de l'Orde de la Creu de la Llibertat (Finlàndia)
- Creu de Mannerheim, 1a classe (Finlàndia)

## Anecdotari

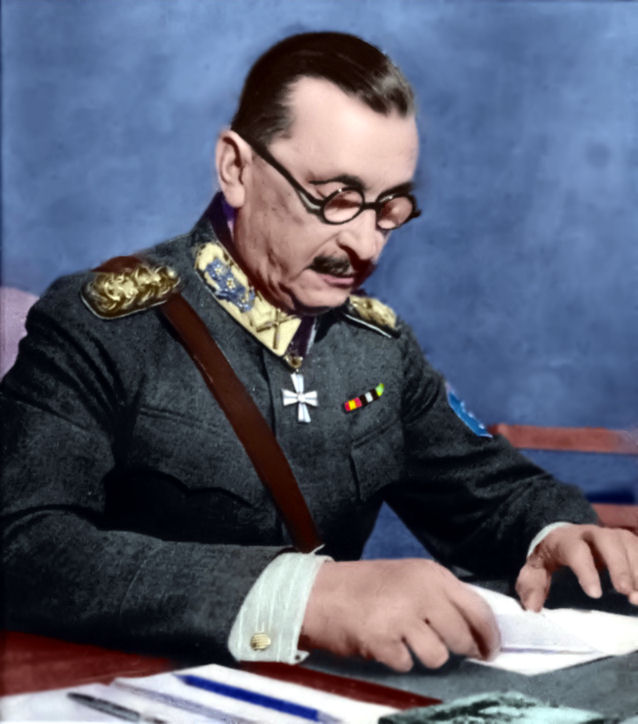
Mannerheim a Porvoo

- Va ser l'única persona que va rebre condecoracions militars d'ambdós bàndols en conflicte en la Primera Guerra Mundial. Durant la Segona Guerra Mundial també seria de les poques persones (com l'espia català Joan Pujol) en rebre condecoracions d'ambdós bàndols. També va ser condecorat per Suècia, un país neutral en tots dos conflictes.
- Als trenta anys Mannerheim va ser convidat a la cacera d'un tigre pel rei de Nepal. Va ser Mannerheim qui va abatre l'animal, un dels majors que s'hagin mesurat mai, i que havia arribat a matar dues persones. La pell de l'animal s'exhibeix al Museu Mannerheim de Hèlsinki.
- En els seus temps en la Guàrdia de Cavallers els guàrdies eren obsequiats amb un glop de vodka cada dia. El got curt on s'abocava era emplenat fins a dalt, per a així assegurar que tots els homes en bevien la mateixa quantitat, i havia de ser buidat d'un glop. Mannerheim va continuar aquesta tradició fins a la seva maduresa. Així mateix, no apreciava els licors existents a Finlàndia, pel que sempre sol·licitava que li barregessin ginebra i vermut sec francès amb qualsevol akvavit. La barreja resultant és molt afamada a Finlàndia, coneguda com a Marskin ryyppy ("El glop del mariscal").
- A causa del seu reumatisme, sempre dormia en un senzill matalàs militar plegable.
- De tots els comandants militars que van participar en la Segona Guerra Mundial, Mannerheim era qui ostentava la major graduació durant la Primera Guerra Mundial, sent general de cavalleria (Ratsuväenkenraali) en finalitzar la guerra el 1918.
- El 5 de desembre de 2004, Mannerheim va ser triat com el finlandès més destacat de tots els temps en el programa Suuret Suomalaiset.
- El 4 de juny de 1942, com a regal d'aniversari, se li va fer entrega d'una cabana per caçar a Lieksajärvi, a la regió de parla finesa de Carèlia (URSS). Era un edifici de fusta alçat pels soldats que defensaven la zona. Tanmateix, en canviar el curs de la guerra, aquest edifici es desmantellà i es tornà a alçar a Loppi, a la República Finlandesa. Actualment és una atracció turística coneguda com a "Marskin maja" (la cabana del Mariscal).[9]
- A Carl Gustaf Emil no li agradava el seu últim nom, de manera que signava com a C. G. Mannerheim, o, simplement, Mannerheim.[10]
- Al període de regent de Finlàndia, entre 1918 i 1919, solia signar els papers oficials amb la forma finesa del seu nom, Gustaf: Kustaa (Mannerheim) probablement per emfatitzar el seu sentiment finès davant dels sectors de la societat que recelaven d'ell pel seu passat a l'Exèrcit Roig.[1][2]